# ATP Challenger Kyōto
Das ATP Challenger Kyōto (offizieller Name: Shimadzu All Japan Tennis Championships, jap. 島津全日本室内テニス選手権大会, Shimazu Zen Nihon Shitsunai Tenisu Senshuken Taikai) war ein zwischen 1997 und 2018 jährlich stattfindendes Tennisturnier in Kyōto, Japan. Es war Teil der ATP Challenger Tour und wurde in der Halle auf Teppich ausgetragen. Mit je drei Siegen im Doppel sind Sonchat Ratiwatana und Sanchai Ratiwatana die erfolgreichsten Spieler des Turniers. 1978 und 1981 fand auch ein Turnier in Kyōto auf Sand statt.
Kooperationspartner ist der Präzisionsinstrumentehersteller Shimadzu.

## Liste der Sieger

### Einzel
| Jahr                         | Sieger            | Finalgegner         | Ergebnis         |
| ---------------------------- | ----------------- | ------------------- | ---------------- |
| 2018                         | John Millman (2)  | Jordan Thompson     | 7:5, 6:1         |
| 2017                         | Yasutaka Uchiyama | Blaž Kavčič         | 6:3, 6:4         |
| 2016                         | Yūichi Sugita (2) | Zhang Ze            | 5:7, 6:3, 6:4    |
| 2015                         | Michał Przysiężny | John Millman        | 6:3, 3:6, 6:3    |
| 2014                         | Martin Fischer    | Tatsuma Itō         | 3:6, 7:5, 6:4    |
| 2013                         | John Millman (1)  | Marco Chiudinelli   | 4:6, 6:4, 7:62   |
| 2012                         | Tatsuma Itō       | Malek Jaziri        | 6:75, 6:1, 6:2   |
| 2011                         | Dominik Meffert   | Cedrik-Marcel Stebe | 4:6, 6:4, 6:2    |
| 2010                         | Yūichi Sugita (1) | Matthew Ebden       | 4:6, 6:4, 6:1    |
| 2009                         | Serhij Bubka      | Takao Suzuki        | 7:66, 6:4        |
| 2008                         | Gō Soeda          | Matthias Bachinger  | 7:60, 2:6, 6:4   |
| 2007                         | Takao Suzuki (2)  | Dieter Kindlmann    | 2:6, 7:5, 6:1    |
| 2006                         | Nicolas Mahut     | Lu Yen-hsun         | 6:4, 6:1         |
| 2005                         | Robin Vik         | Pavel Šnobel        | 6:4, 6:4         |
| 2004                         | Michal Tabara (2) | Lu Yen-hsun         | 7:65, 4:3 aufgg. |
| 2003                         | Michal Tabara (1) | Noam Behr           | 6:2, 6:2         |
| 2002                         | Takao Suzuki (1)  | Mario Ančić         | 6:74, 6:2, 6:2   |
| 2001                         | John van Lottum   | Michael Kohlmann    | 6:73, 6:4, 7:5   |
| 2000                         | Kevin Ullyett     | Arvind Parmar       | 6:73, 6:4, 6:4   |
| 1999                         | Julian Knowle     | Gōichi Motomura     | 6:1, 6:2         |
| 1998                         | Michael Kohlmann  | Steve Campbell      | 7:6, 3:6, 6:3    |
| 1997                         | Carsten Arriens   | Mahesh Bhupathi     | 3:6, 6:2, 7:6    |
| 1982–1996: nicht ausgetragen |                   |                     |                  |
| 1981                         | Ron Hightower     | Matt Doyle          | 7:5, 7:6         |
| 1979–1980: nicht ausgetragen |                   |                     |                  |
| 1978                         | Ross Case         | Jun Kuki            | 6:1, 6:7, 6:1    |

### Doppel
| Jahr                         | Sieger                                        | Finalgegner                       | Ergebnis           |
| ---------------------------- | --------------------------------------------- | --------------------------------- | ------------------ |
| 2018                         | Luke Saville Jordan Thompson (2)              | Gō Soeda Yasutaka Uchiyama        | 6:3, 5:7, [10:6]   |
| 2017                         | Sanchai Ratiwatana (3) Sonchat Ratiwatana (3) | Ruben Bemelmans Joris De Loore    | 4:6, 6:4, [10:7]   |
| 2016                         | Gong Maoxin Yi Chu-huan                       | Gō Soeda Yasutaka Uchiyama        | 6:3, 7:67          |
| 2015                         | Benjamin Mitchell Jordan Thompson (1)         | Gō Soeda Yasutaka Uchiyama        | 6:3, 6:2           |
| 2014                         | Purav Raja (2) Divij Sharan (2)               | Sanchai Ratiwatana Michael Venus  | 5:7, 7:63, [10:4]  |
| 2013                         | Purav Raja (1) Divij Sharan (1)               | Chris Guccione Matt Reid          | 6:4, 7:5           |
| 2012                         | Sanchai Ratiwatana (2) Sonchat Ratiwatana (2) | Hsieh Cheng-peng Lee Hsin-han     | 7:67, 6:3          |
| 2011                         | Dominik Meffert Simon Stadler                 | Andre Begemann James Lemke        | 7:5, 2:6, [10:7]   |
| 2010                         | Martin Fischer Philipp Oswald                 | Divij Sharan Vishnu Vardhan       | 6:1, 6:2           |
| 2009                         | Aisam-ul-Haq Qureshi Martin Slanar (2)        | Tatsuma Itō Takao Suzuki          | 6:77, 7:63, [10:6] |
| 2008                         | Dieter Kindlmann Martin Slanar (1)            | Hiroki Kondō Gō Soeda             | 6:1, 7:5           |
| 2007                         | Sanchai Ratiwatana (1) Sonchat Ratiwatana (1) | Rajeev Ram Bobby Reynolds         | 6:4, 6:3           |
| 2006                         | Alun Jones Jonathan Marray                    | Prakash Amritraj Rohan Bopanna    | 6:4, 3:6, [14:12]  |
| 2005                         | Pavel Šnobel Michal Tabara                    | Jōji Miyao Atsuo Ogawa            | 6:2, 6:74, 7:5     |
| 2004                         | Rik De Voest Fred Hemmes                      | Lu Yen-hsun Jason Marshall        | 6:3, 6:78, 6:4     |
| 2003                         | Amir Hadad Andy Ram                           | Jan Hájek Wang Yeu-tzuoo          | 3:6, 6:3, 6:1      |
| 2002                         | Tuomas Ketola Alexander Waske                 | Mario Ančić Lovro Zovko           | 6:4, 6:4           |
| 2001                         | Noam Behr Noam Okun                           | Kelly Gullett Brandon Hawk        | 6:3, 7:5           |
| 2000                         | Martin Hromec Tom Spinks                      | Yaoki Ishii Satoshi Iwabuchi      | 6:4, 7:65          |
| 1999                         | Julian Knowle Lorenzo Manta                   | Giorgio Galimberti Lee Hyung-taik | 6:1, 6:7, 6:2      |
| 1998                         | Takao Suzuki Kevin Ullyett                    | Óscar Ortiz Maurice Ruah          | 4:6, 6:1, 6:4      |
| 1997                         | Mahesh Bhupathi Wayne Black                   | Satoshi Iwabuchi Takao Suzuki     | 6:4, 6:7, 6:1      |
| 1982–1996: nicht ausgetragen |                                               |                                   |                    |
| 1981                         | Matt Mitchell William Maze                    | Bruce Kleege Dave Siegler         | 7:6, 6:3           |
| 1979–1980: nicht ausgetragen |                                               |                                   |                    |
| 1978                         | Ross Case Tony Graham                         | Joel Bailey Scott Carnahan        | 6:3, 6:4           |